# Ampa Skywalk
Pour les articles homonymes, voir Skywalk.
Ampa Mall officiellement connu sous le nom de Ampa Skywalk, est un centre commercial à Madras, dans l'État de Tamil Nadu, en Inde.

## Historique
L'Ampa Skywalk a été construit par le groupe Ampa. Il a ouvert ses portes le 28 septembre 2009. Ce centre commercial a également apporté un hypermarché pour la première fois à Madras.

## Caractéristiques
Le centre commercial a également une multisalles de cinéma à sept écrans, dirigés par PVR Cinemas. Diverses entreprises internationales ont installé certaines de leurs marques dans le Ampa Skywalk.

## Voir également
- Madras
- Spencer Plaza